# Army Men (trò chơi điện tử)
Army Men là trò chơi điện tử thuộc thể loại chiến thuật thời gian thực do hãng The 3DO Company đồng phát triển và phát hành vào năm 1998 cho Microsoft Windows và Game Boy Color vào năm 2000. Đây là phiên bản đầu tiên của dòng game Army Men. Game cho phép người chơi điều khiển một người lính hay một nhóm lính tham gia vào cuộc hành trình với sự yểm trợ của không quân khi cần thiết, dù phần điều khiển của Army Men khá là trực quan và dễ tùy chỉnh, thế nhưng đôi lúc lại đòi hỏi người chơi phải khéo léo chút mới có thể vượt qua phòng tuyến dày đặc quân địch.

## Cốt truyện
Trò chơi bắt đầu với chú lính nhựa tên Sarge bước vào một cuộc chiến tranh toàn diện giữa phe Green với phe Tan. Người chơi sẽ lần lượt theo chân phe Green tham chiến cả ba mặt trận mà trong game gọi là Desert, Alpine và Bayou.
Army Men lấy bối cảnh trong thế giới nhựa với hình ảnh đậm nét thời Thế chiến thứ hai. Tướng Plastro, nhà độc tài của nước Cộng hòa Tan đã thề trước quốc dân là sẽ chinh phục tất cả các lãnh thổ chín muồi cho cuộc chinh phục, để góp sức cho viễn cảnh thống trị thế giới, Plastro đã mau chóng huy động bộ máy chiến tranh của nước Cộng hòa này đến cùng. Tan là hình mẫu điển hình của một nhóm phát xít dưới quyền một tên bạo chúa nhựa tự cao tự đại trên con đường chinh phục thế giới nhựa nổi tiếng, và chỉ còn lại quốc gia của phe Green là một trong những trở ngại duy nhất. Green là một nhóm chiến đấu để bảo vệ mình khỏi các mối đe dọa ngày càng lớn của Tan. Nhưng lãnh thổ Cộng hòa bao gồm hầu hết các biên giới quốc gia khiến cho phe Tan có thể xâm nhập từ tất cả các hướng vào trong lãnh thổ của phe Green.
Khi cuộc xâm lược của phe Tan đã bắt đầu một cách nghiêm túc, thì phe Green đã đáp trả với tất cả các loại vũ khí có sẵn vào lúc đó (lựu đạn, súng trường, súng cối). Tuy nhiên, do cán cân giữa hai bên quá sức chênh lệch nên chẳng mấy chốc phòng tuyến của phe Green đã thất thủ, quân Tan nhân đó đã chọc sâu hơn vào lãnh thổ của Green, chinh phục tất cả mọi thứ trên đường tiến quân. Đúng lúc ấy thì đột nhiên xuất hiện một tia hy vọng mỏng manh. Một đơn vị đặc biệt với một người lính phe Green có cái tên Sarge đã đến trợ giúp Quốc gia Green và có thể ngăn chặn bước tiến quân của phe Tan, trong khi quân đội phe Green đang bận rộn phát triển các công nghệ mới để ngăn chặn các cuộc xâm lược sắp tới. Giờ đây chính Sarge phải đối mặt với một nhiệm vụ khó khăn. Anh phải chiếm lại những gì chính đáng thuộc về Green và chấm dứt cuộc xâm lược của Tan một lần và mãi mãi.

## Phát triển
Army Men ban đầu được hãng 3DO phát triển cho hệ máy chơi game Panasonic M2, nhưng phiên bản đó chưa bao giờ được phát hành do hệ máy này bị hủy bỏ. Game từng được đem ra giới thiệu tại E3 1997.

## Đón nhận
Phiên bản Game Boy Color nhận được nhiều đánh giá tích cực, trong khi phiên bản PC nhận được nhiều đánh giá trái chiều, theo trang web tổng hợp kết quả đánh giá GameRankings. Tờ Next Generation gọi phiên bản sau là "một ví dụ chắc chắn, thú vị về thể loại này và bất kỳ ai đang tìm kiếm một tựa game chiến lược mới với đồ họa đẹp mắt nên nghiêm túc xem xét trò chơi này".
Đây là phiên bản Army Men được người hâm mộ đánh giá là phiên bản kinh điển và là một trong số ít trò chơi thực sự thể hiện Sarge và đội của anh ta chỉ là những quân cờ trong một trận chiến lớn hơn. Hai tính năng khiến trò chơi này gần như độc đáo trong dòng game là cốt truyện (những bản nhại lại phim thời sự đen trắng thời xưa theo phong cách Thế chiến thứ hai) và thực tế là nó thường mô tả tiền tuyến hoặc các cuộc chiến khác không liên quan đến nhân vật chính.